# بني عفان
قرية بني عفان هي إحدى القرى التابعة لمركز بني سويف في محافظة بني سويف في جمهورية مصر العربية. حسب إحصاءات سنة 2006، بلغ إجمالي السكان في بني عفان 8428 نسمة، منهم 4328 رجل و4100 امرأة.